# Handball-Bayernliga 2000/01
Die Handball-Bayernliga 2000/01 wurde unter dem Dach des „Bayerischen Handballverbandes“ (BHV) organisiert, sie ist die höchste Spielklasse des Landesverbandes Bayern und wurde hinter der Handball-Regionalliga als vierthöchste Spielklasse im deutschen Ligensystem eingestuft.

## Saisonverlauf
Die Handball-Bayernliga 2000/01 war die dreiundvierzigste Ausspielung der Handball-Bayernligasaison. Meister wurde der VfB Forchheim, der sich damit auch für die Regionalliga Süd 2001/02 qualifizierte. Meister bei den Frauen wurde die DJK Taufkirchen, ebenfalls mit Aufstiegsrecht für die Regionalliga Süd 2001/02.

### Modus
Es wurde eine Hin- und Rückrunde gespielt. Nach Abschluss der daraus resultierenden 24 Spieltage stieg der „Bayerische Meister“ in die Regionalliga auf, während die letzten zwei Mannschaften in die beiden Staffeln der Landesliga absteigen mussten.  Bei Punktegleichheit war das bessere Torverhältnis ausschlaggebend. Der Modus war für Männer und Frauen gleich.

## Teilnehmer und Platzierungen
Nicht mehr dabei waren der Aufsteiger und die drei Absteiger aus der Vorsaison. Neu dabei waren die Absteiger (A) aus der Regionalliga Süd. Dazu kamen drei Aufsteiger (N) aus den Landesligen. Im Verlaufe der Saison traten dreizehn Mannschaften in der Bayernliga an.

### Abschlusstabelle
|     | Mannschaft               | Spiele | Punkte |
| --- | ------------------------ | ------ | ------ |
| 1.  | VfB Forchheim            | 24     | 43:5   |
| 2.  | HSC 2000 Coburg          | 24     | 40:8   |
| 3.  | HG Erlangen II           | 24     | 29:19  |
| 4.  | BSV 98 Bayreuth          | 24     | 28:20  |
| 5.  | TSV Unterhaching         | 24     | 26:22  |
| 6.  | VfL Günzburg (N)         | 24     | 23:25  |
| 7.  | TSV Trudering (A)        | 24     | 21:27  |
| 8.  | TSV Friedberg            | 24     | 20:28  |
| 9.  | VfL Wunsiedel (N)        | 24     | 20:28  |
| 10. | TuS Fürstenfeldbruck (A) | 24     | 19:29  |
| 11. | HG Ingolstadt            | 24     | 16:32  |
| 12. | TSV Simbach am Inn       | 24     | 15:33  |
| 13. | TSV 1860 Ansbach (N)     | 24     | 12:36  |

Bereich des „Bayer. Handballverbandes“ (BHV)

(A) = Absteiger aus der Regionalliga Süd (N) = neu in der Liga

 Bayerischer Meister und Aufsteiger zur Regionalliga Süd 2001/02

 Für die Bayernliga  2001/02 qualifiziert

### Frauen
- Der SV-DJK Taufkirchen wurde Bayerischer Meister und hat sich für die Regionalliga Süd 2001/02 der Frauen qualifiziert.